# Карамян, Ашот Абрамович
Ашот Абрамович Карамян (арм. Աշոտ Աբրամովիչ Քարամյան; 1899, Шуша, Елизаветпольская губерния — 1938) — советский партийный и государственный деятель. Ответственный секретарь обкома Нагорного-Карабахской автономной области КП(б) Азербайджана (1929—1930).

## Биография
Родился в 1898 году в городе Шуша Елизаветпольской губернии Российской империи.
В 1917 окончил Шушинское реальное училище. 
В 1918 — работал учителем.
- В 1920 г. — партийный организатор районного комитета РКП(б).
- С 1920—1922 гг. — ответственный секретарь Шушинского уездного комитета КП(б) Азербайджана.
- В 1922—1924 гг. — заведующий Организационным отделом ЦК КП(б) Армении.
- С 1924—1927 гг. — заместитель председателя Государственной плановой комиссии при СНК ССР Армения.
- С 1927—1928 гг. — заместитель заведующего Организационным отделом ЦК КП(б) Армении.
- В 1928—1929 гг. — начальник Планово-экономического управления Народного комиссариата торговли ЗСФСР.
- В 1929 −1930 гг. — ответственный секретарь Областного комитета КП(б) Азербайджана Автономной области Нагорного Карабаха.
- С 1930—1933 гг. — начальник Группы Сектора цен Народного комиссариата земледелия СССР.
- В 1933—1934 гг. — заведующий Организационным отделом ЦК КП(б) Таджикистана.
- В 1934—1935 гг. — секретарь Шахристанского районного комитета КП(б) Таджикистана.
- С 1935—1937 гг. — 1-й секретарь Худжандского городского комитета КП(б) Таджикистана.
- В 1937 г.- начальник Управления учебных заведений Народного комиссариата земледелия Таджикской ССР.
- В 1937 году — арестован.